# Улица Шамси Бадалбейли
Улица Шамси Бадалбейли (азерб. Şəmsi Bədəlbəyli küçəsi) — улица в столице Азербайджана, в городе Баку, протягивающаяся с юго-запада на северо-восток. Является одной из центральных улиц города. Носит имя известного азербайджанского актёра Шамси Бадалбейли. С востока к улице примыкает проспект Азадлыг и здание Азербайджанского государственного университета нефти и промышленности, с запада — площадь Физули, с севера — недавно проложенный Зимний бульвар, с юга же улица пересекается с улицей Мирза Аги Алиева. На улице расположено здание Азербайджанской государственной музыкальной академии.

## История улицы
По воспоминаниям Манафа Сулейманова, когда в XIX веке в Баку начался нефтяной бум и на промыслах добывалось большое количество нефти, её с промыслов начали всё в больших количествах перевозить в бочках в город — на заводы. Для этого появилась нужда в производстве больших количеств бочек. От Сабунчинского вокзала до Кубинской площади тянулась улица, по обе её стороны которой располагались бондарные мастерские. В связи с этим улица и получила своё название — Бондарная. Здесь было большое количество зловонных луж, образованных водой, в которых мочили обручи. Прохожие всё время натыкались на лужи и на непролазную грязь, а экипажи старались объезжать улицу. В итоге местные власти решили вынести все бондарные мастерские за черту города, а их владельцам дали срок в две недели.
В начале XX века в Баку большевиками начались работы по печатной пропаганде. В декабре 1903 года по Бондарной улице, в доме № 42 была создана первая типография Бакинского революционного комитета, где печатались листовки, карточки с лозунгами, призывавшие к «борьбе с самодержавием».

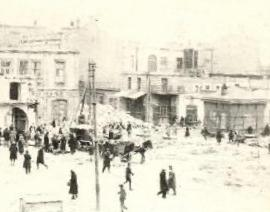
Начало улицы Димитрова у одноимённого сквера (ныне площадь Физули). 1930-е

В советские годы улица была переименована в честь деятеля болгарского коммунистического движения Георгия Димитрова. После распада СССР и провозглашения Азербайджаном независимости улица была переименована в честь Народного артиста Азербайджана Шамси Бадалбейли.
В 2001 году согласно распоряжению Кабинета Министров Азербайджанской Республики об исторических и культурных памятниках здание Азербайджанской государственной музыкальной академии (дом № 98) был объявлен архитектурными памятниками истории и культуры национального значения, и ещё 25 зданий, расположенных на улице, — архитектурными памятниками истории и культуры местного значения: это здания № 5 (1883 года постройки), 7, 8 (1904 года постройки), 15 (1890 года постройки), 16 (1915 года постройки), 18 (1900 года постройки), 20 (1890 года постройки), 21 (1910 года постройки), 23 (1900 года постройки), 25 (1900 года постройки), 30 (1898 года постройки), 37 (1898 года постройки), 51, 54, 58 (1902 года постройки), 67 (1900 года постройки), 69 (1900 года постройки), 73 (1898 года постройки), 75 (1894 года постройки), 77 (1900 года постройки), 80 (1910 года постройки), 81 (1898 года постройки), 82 (1900 года постройки), 83 (1892 года постройки) и 104.

### Реконструкция и постройка «Зимнего бульвара»
В 2009 году президент Азербайджана Ильхам Алиев дал распоряжение построить парковый комплекс охватывающий территорию от Дворца имени Гейдара Алиева до площади Физули. В феврале 2010 года на улице Шамси Бадалбейли начался снос старых домов.
Жителям сносимых домов предлагали компенсацию в 1500 манат за квадратный метр. Несогласные же с размером выплат люди противились сносу домов, что приводило к протестам и столкновениям между жильцами и рабочими. По словам жителей домов, на них оказывалось давление со стороны представителей исполнительной власти, их квартиры отключали от коммунального снабжения с целью выселить несогласных с компенсацией. В частности, в феврале 2012 года начался снос дома № 8, который был архитектурным памятником истории и культуры, а в апреле этого же года были насильно выселены последние жильцы дома № 20, также являвшегося архитектурным памятником истории и культуры, после чего здание было снесено экскаватором.
10 мая 2013 года состоялось открытие «Зимнего бульвара», построенного между улицами Физули и Мирзаги Алиева в Баку, на значительной части улицы Шамси Бадалбейли. В церемонии открытия приняли участие президент страны Ильхам Алиев, его супруга Мехрибан Алиева и члены их семьи. «Зимний бульвар» охватывающий 7 га территории, длиной 1 км, и шириной 150 м стал крупнейшим парком в черте города Баку.